# Nipsey Hussle
Nipsey Hussle (stiliserat som Nipsey Hu$$le), artistnamn för Ermias Joseph Asghedom, född 15 augusti 1985 i Los Angeles, död 31 mars 2019 i Los Angeles,  var en amerikansk rappare. Hans mor är av afro-amerikanskt ursprung och hans far av eritreanskt ursprung. Han tillhörde västkusthiphopen och släppte en lång rad mixtapes, innan debutalbumet Victory Lap utkom 2018. År 2019 nominerades detta album till "Bästa rapalbum" vid Grammy Awards.
Nipsey Hussle sköts ihjäl i South Los Angeles den 31 mars 2019.

## Diskografi (urval)

### Studioalbum
- 2018 – Victory Lap

### Mixtapes
- 2010 – The Marathon
- 2011 – The Marathon Continues
- 2013 – Crenshaw
- 2014 – Mailbox Money